# 휘태커 체임버스
위태커 체임버스(Whittaker Chambers; 1901년 4월 1일 ~ 1961년 7월 9일) 또는 데이비드 위태커(David Whittaker)는 미국의 언론인이다. 본명은 제이 비비안 체임버스(Jay Vivian Chambers)다. 미국 공산당 일원이면서 공산주의 국가인 소비에트 연방 첩보원으로 활동하다가 반대편으로 돌아서서 공산주의에 반대하였다. 그는 소비에트 연방 첩보원 앨저 히스(Alger Hiss)와 과거 서약을 깨고, 첩보 활동을 증언으로 유명하다. 그 코드네임은 칼(Carl)과 밥(Bob)이었다.

## 같이 보기
- 해리 덱스터 화이트